# FMA I.Ae. 46 Ranquel

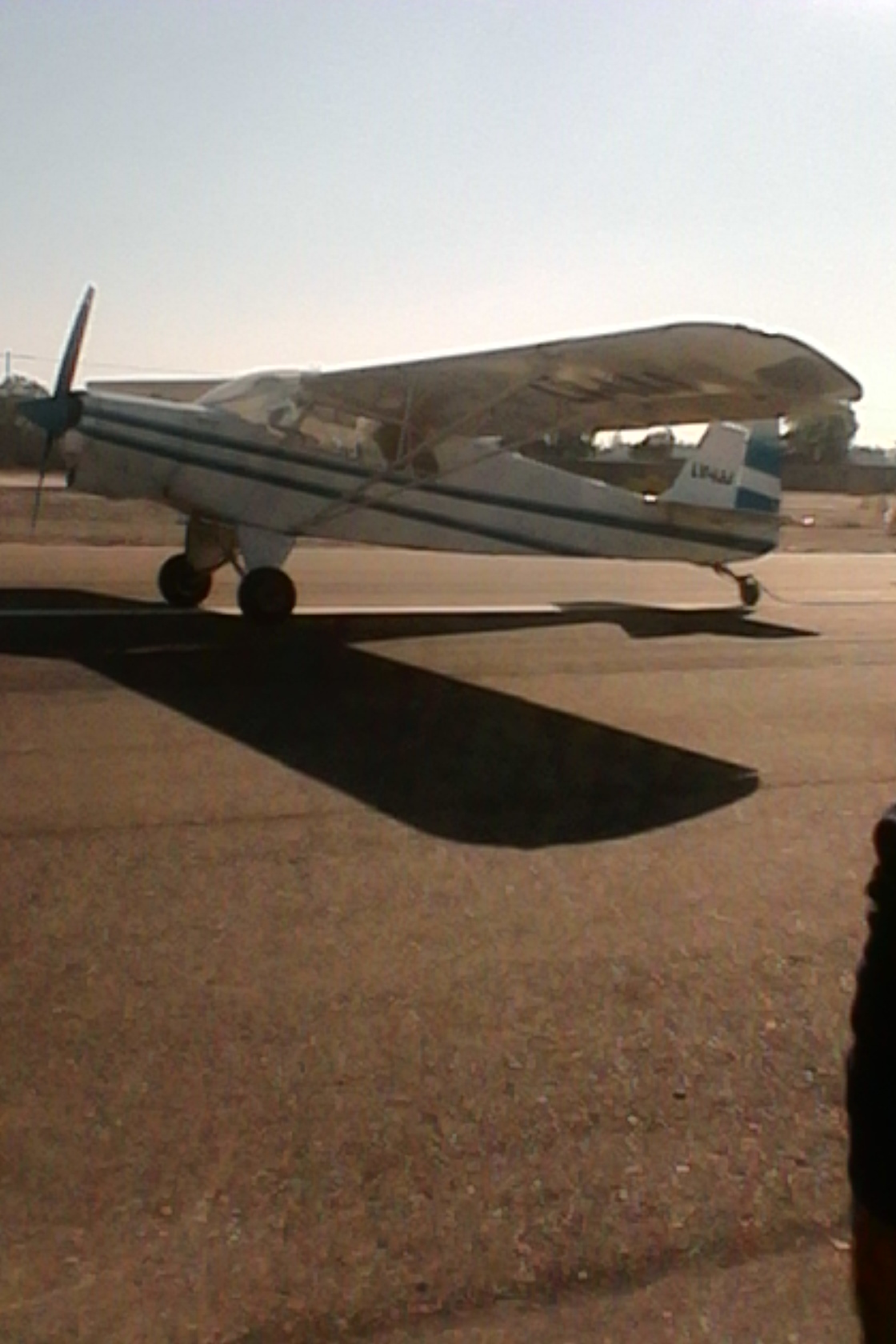
IA 46 Súper Ranquel utilizado por la Fuerza Aérea Argentina para remolcar planeadores.

Los I.Ae. 46 Ranquel, I.Ae. 46 Super Ranquel e  I.Ae. 51 Tehuelche fueron una familia de modelos similares de aviones utilitarios y de agricultura construidos por Fábrica Militar de Aviones en Argentina a fines de la década de 1950.

## Desarrollo y construcción
En la década de 1950, los ingenieros de la Fábrica Militar de Aviones esperaban crear una aeronave ligera adecuada para aeroclub y para uso agrícola. El diseño resultante fue un monoplano convencional de ala alta con tren de rodaje fijo y patín de cola. Los aviones recibieron sus nombres en honor a los pueblos Ranquel y Tehuelche, que son diferentes grupos aborígenes de la Patagonia.
La Fábrica Militar de Aviones comenzó la producción del Ranquel en Córdoba en 1958. Se trataba construcción con una estructura tubular con alas cubiertas de tela en los modelos Ranquel y Súper Ranquel, y alas cubiertas de metal en el modelo Tehuelche. El avión tenía una configuración con el asiento del piloto al frente y 2 asientos para pasajeros atrás. En total, se construyeron 133 aviones, algunos de los cuales sirvieron como remolcadores de planeadores para la Fuerza Aérea Argentina. La producción finalizó en diciembre de 1968.

## Variantes
IA 46 Ranquel
Versión inicial de producción propulsada por un motor Lycoming O-320-A2B del cual se produjeron 1 prototipo y 115 ejemplares de serie.
IA 46 Super Ranquel
Versión propulsada por un motor Lycoming O-360-A1A y del cual fueron construidos 16 ejemplares.
IA 51 Tehuelche
Versión con alas cubiertas de metal, flaps de mayores dimensiones y mayor capacidad de combustible (500 L ; 130 US gal). Solo fue construido un ejemplar, el cual realizó su primer vuelo el 16 de marzo de 1963.

## Especificaciones
Datos de
Características generales
- Tripulación: 1
- Capacidad: 2 pasajeros o 400 L (110 US gal; 88 imp gal) de productos químicos
- Longitud: 7.45 m (24 ft 5 in)
- Envergadura: 11.60 m (38 ft 1 in)
- Altura: 2.15 m (7 ft 1 in)
- Superficie alar: 18.0 m² (194 sq ft)
- Peso vacío: 630 kg (1,389 lb)
- Peso máximo al despegue: 1,160 kg (2,557 lb)
- Capacidad de combustible: 140 L (37 US gal; 31 imp gal)
- Planta motriz: 1 × Lycoming O-320-A2B, 110 kW (150 hp)

Rendimiento
- Velocidad máxima: 180 km/h (110 mph, 97 kn)
- Velocidad crucero: 162 km/h (101 mph, 87 kn)
- Alcance: 650 km (400 mi, 350 nmi)
- Autonomía: 4 horas
- Techo de vuelo: 4,000 m (13,000 ft)
- Régimen de ascenso: 2.40 m/s (472 ft/min)